# Transports en commun de Biscarrosse
Bisca Bus est le réseau de transport en commun qui dessert la commune de Biscarrosse depuis les années 1990. Ce réseau est géré par Trans-Landes.

## Histoire
Le réseau est en place depuis le 1er juillet 2013. Ce réseau se caractérise par une ligne estivale circulant du lundi au dimanche en été en passant par le bourg, le lac et la plage. De septembre à juin le réseau fonctionne par réservation téléphonique (le TAD).

## Lignes

### Ligne estivale
| Ligne | Caractéristiques | Caractéristiques                                              | Caractéristiques                                              | Caractéristiques                                              | Caractéristiques                                              | Caractéristiques                                              | Caractéristiques                                              | Caractéristiques                                              | Caractéristiques                                              |
| 1     | Biscarrosse — Saint-Éxupéry ⥋ Biscarrosse — Plage Place Dufau | Biscarrosse — Saint-Éxupéry ⥋ Biscarrosse — Plage Place Dufau | Biscarrosse — Saint-Éxupéry ⥋ Biscarrosse — Plage Place Dufau | Biscarrosse — Saint-Éxupéry ⥋ Biscarrosse — Plage Place Dufau | Biscarrosse — Saint-Éxupéry ⥋ Biscarrosse — Plage Place Dufau | Biscarrosse — Saint-Éxupéry ⥋ Biscarrosse — Plage Place Dufau | Biscarrosse — Saint-Éxupéry ⥋ Biscarrosse — Plage Place Dufau | Biscarrosse — Saint-Éxupéry ⥋ Biscarrosse — Plage Place Dufau | Biscarrosse — Saint-Éxupéry ⥋ Biscarrosse — Plage Place Dufau |
| ----- | --- | ------------------------------------------------------------- | ------------------------------------------------------------- | ------------------------------------------------------------- | ------------------------------------------------------------- | ------------------------------------------------------------- | ------------------------------------------------------------- | ------------------------------------------------------------- | ------------------------------------------------------------- |
| 1     | Ouverture / Fermeture 1er juillet 2013 / — | Longueur —                                                    | Durée 32 min                                                  | Nb. d’arrêts 18                                               | Matériel Autocar                                              | Jours de fonctionnement L, Ma, Me, J, V, S, D                 | Jour / Soir / Nuit / Fêtes O / O / O / O                      | Voy. / an —                                                   | Exploitant Trans-Landes                                       |
| 1     | Desserte : - Villes et lieux desservis : Biscarrosse (Clos Saint-Martin, Gare Routière, Les Villas de Navarrosse, Ispe / Le Golf, Bisc'Aventure, Place Dufau) - Gare(s) desservie(s) : -                                                                                        |                                                               |                                                               |                                                               |                                                               |                                                               |                                                               |                                                               |                                                               |
| 1     | Autre : - Arrêts non accessibles aux UFR : — - Particularités : - Du 1er au 12 juillet, du 26 août au 5 septembre et du 23 au 27 décembre de 08h30 à 19h30. - Du 13 juillet au 25 août et les 6 et 7 septembre de 08h30 à 00h00. - Date de dernière mise à jour : 12 août 2017. |                                                               |                                                               |                                                               |                                                               |                                                               |                                                               |                                                               |                                                               |
| 1     | Dernière actualisation : — |                                                               |                                                               |                                                               |                                                               |                                                               |                                                               |                                                               |                                                               |

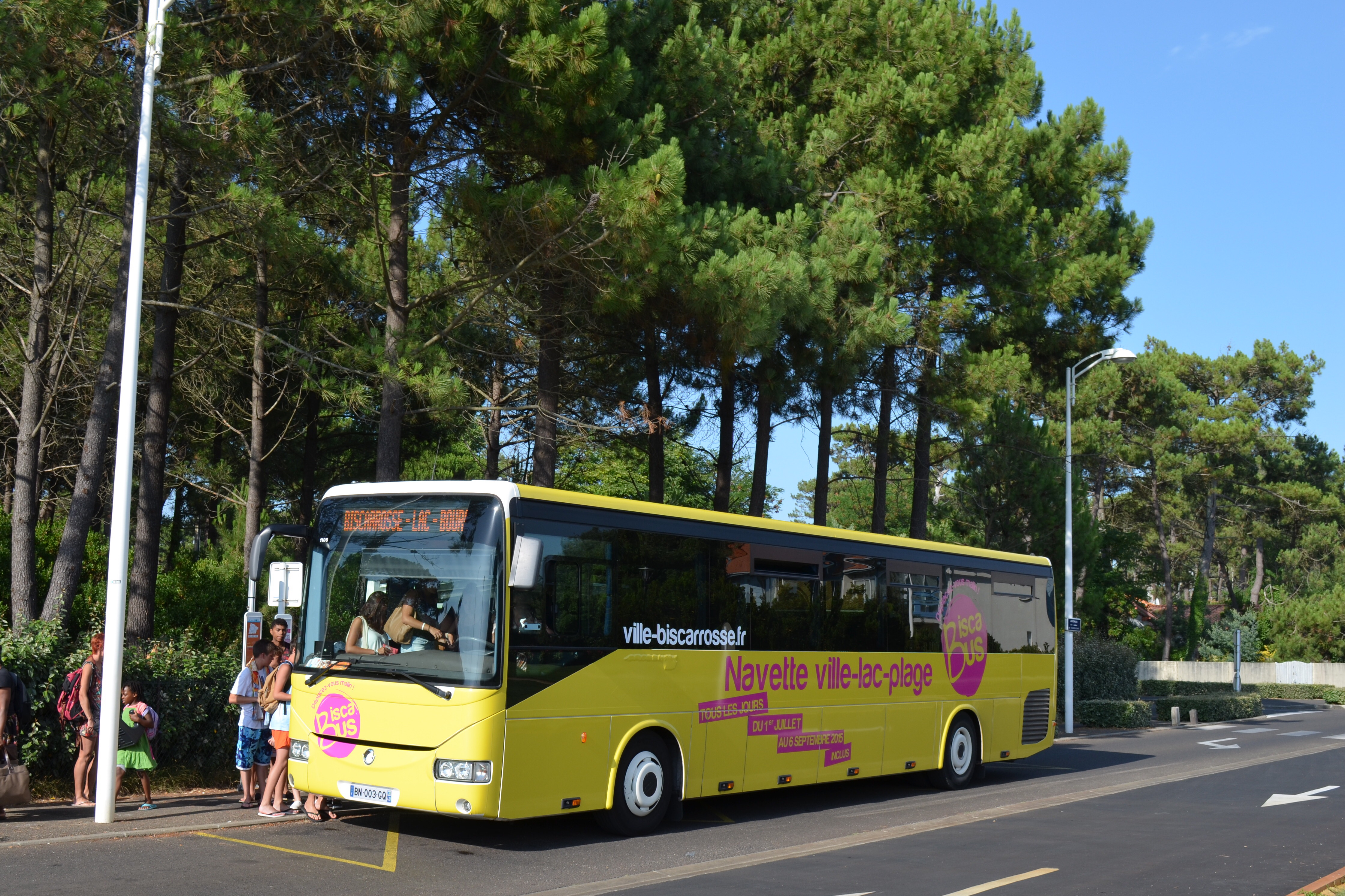
Ligne 1

### Transport à la demande
| Ligne | Caractéristiques | Caractéristiques                                                  | Caractéristiques                                                  | Caractéristiques                                                  | Caractéristiques                                                  | Caractéristiques                                                  | Caractéristiques                                                  | Caractéristiques                                                  | Caractéristiques                                                  |
| TAD   | Bisca Bus Résa | Bisca Bus Résa                                                    | Bisca Bus Résa                                                    | Bisca Bus Résa                                                    | Bisca Bus Résa                                                    | Bisca Bus Résa                                                    | Bisca Bus Résa                                                    | Bisca Bus Résa                                                    | Bisca Bus Résa                                                    |
| TAD   | Biscarrosse — Clos Saint-Martin ⥋ Biscarrosse — Plage Place Dufau | Biscarrosse — Clos Saint-Martin ⥋ Biscarrosse — Plage Place Dufau | Biscarrosse — Clos Saint-Martin ⥋ Biscarrosse — Plage Place Dufau | Biscarrosse — Clos Saint-Martin ⥋ Biscarrosse — Plage Place Dufau | Biscarrosse — Clos Saint-Martin ⥋ Biscarrosse — Plage Place Dufau | Biscarrosse — Clos Saint-Martin ⥋ Biscarrosse — Plage Place Dufau | Biscarrosse — Clos Saint-Martin ⥋ Biscarrosse — Plage Place Dufau | Biscarrosse — Clos Saint-Martin ⥋ Biscarrosse — Plage Place Dufau | Biscarrosse — Clos Saint-Martin ⥋ Biscarrosse — Plage Place Dufau |
| ----- | --- | ----------------------------------------------------------------- | ----------------------------------------------------------------- | ----------------------------------------------------------------- | ----------------------------------------------------------------- | ----------------------------------------------------------------- | ----------------------------------------------------------------- | ----------------------------------------------------------------- | ----------------------------------------------------------------- |
| TAD   | Ouverture / Fermeture 9 septembre 2013 / — | Longueur —                                                        | Durée 31 min                                                      | Nb. d’arrêts 17                                                   | Matériel Master                                                   | Jours de fonctionnement L, Ma, Me, J, V                           | Jour / Soir / Nuit / Fêtes O / N / N / N                          | Voy. / an —                                                       | Exploitant Trans-Landes                                           |
| TAD   | Desserte : - Villes et lieux desservis : Biscarrosse (Clos Saint-Martin, Gare Routière, Les Villas de Navarrosse, Ispe / Le Golf, Bisc'Aventure, Place Dufau) - Gare(s) desservie(s) : - |                                                                   |                                                                   |                                                                   |                                                                   |                                                                   |                                                                   |                                                                   |                                                                   |
| TAD   | Autre : - Arrêts non accessibles aux UFR : — - Particularités : 4 A/R le matin et 4 A/R l'après-midi. - Date de dernière mise à jour : 25 octobre 2015.                                  |                                                                   |                                                                   |                                                                   |                                                                   |                                                                   |                                                                   |                                                                   |                                                                   |
| TAD   | Dernière actualisation : — |                                                                   |                                                                   |                                                                   |                                                                   |                                                                   |                                                                   |                                                                   |                                                                   |

### Ancienne ligne
| Ligne | Caractéristiques | Caractéristiques | Caractéristiques | Caractéristiques | Caractéristiques | Caractéristiques | Caractéristiques | Caractéristiques | Caractéristiques |
| ----- | ---------------- | ---------------- | ---------------- | ---------------- | ---------------- | ---------------- | ---------------- | ---------------- | ---------------- |

## Exploitation

### Identité visuelle

Ancien logo
Logo actuel